# Outpost Firewall
Outpost Firewall — (персональний фаєрвол) програма для захисту комп'ютера від хакерських атак з Інтернету від російської компанії Agnitum. Крім цього, Outpost забезпечує блокування завантаження реклами і активного вмісту вебсторінок, а тим самим — їх більш швидке завантаження.
На 2017 рік компанію закрито.

## Варіанти програми
Outpost Firewall — випускався в двох варіантах:Outpost Firewall Pro (ліцензія Shareware) і Outpost Firewall Free (ліцензія Freeware). Безкоштовна версія програми останній раз оновилася в квітні 2011 року, має врізаний набір функцій у порівнянні з версією Pro; крім того, компанія Agnitum не здійснює технічну підтримку цієї версії. Перші версії Outpost Firewall Pro (1.0-4.0) дозволяють користувачам створювати власні плагіни і додавати сторонні плагіни для задоволення конкретних потреб. Пізніші версії не мають інтерфейсу програмування плагінів.

## Можливості програми
- Фільтрація вхідних і вихідних мережевих з'єднань
- Глобальні правила для протоколів та портів
- Створення правил мережевого доступу для відомих програм на основі попередніх налаштувань
- Політики блокування задають реакцію Outpost на з'єднання, відсутнє в правилах — автоматично відхилити його, дозволити або видати запит на створення правила, крім того, блокування / дозвіл всіх з'єднань
- Контроль компонентів, контроль прихованих процесів і контроль пам'яті процесів дозволяють встановлювати обмеження на мережеву активність для окремих програм і процесів, визначаючи, які саме — вхідні або вихідні — з'єднання дозволені для конкретних додатків
- Візуальне оповіщення про події (наприклад, про блокування з'єднання, про спробу мережевої атаки) за допомогою спливаючих вікон
- Захист від spyware, в тому числі перевірка на наявність шпигунських програм у файлах і в пам'яті «на льоту»
- Наочне відображення мережевої активності
- Журнал дій програми, в тому числі і модулів
- Внутрішній захист (наприклад, від спроб зупинити сервіс) і можливість задати пароль на зміну конфігурації

## Модулі
Outpost підтримує Plug-in (плагіни). До складу дистрибутиву Outpost Firewall Pro входять наступні плагіни:
- Реклама- дозволяє блокувати інтернет-рекламу за ключовими словами і типовим розмірам рекламних банерів
- Інтерактивні елементи- контролює діяльність таких активних web-елементів:

ActiveX, Java-аплети, сценарії Java Script та VBScript, Cookies, спливаючі вікна, Referrer's, приховані фрейми, Flash, анімовані GIF
- Детектор атак- виявляє і блокує спроби мережних атак
- Фільтрація поштових вкладень- виявляє і перейменовує потенційно небезпечні вкладення в електронній пошті
- DNS- кешування найбільш часто використовуваних записів DNS для прискорення доступу до них
- Різне- блокування сайтів з небажаним вмістом за ключовими словами і URL
- Anti-Spyware- блокування шпигунського програмного забезпечення та запобігання відправки через мережу Інтернет конфіденційної інформації

## Нагороди
- Outpost Firewall Pro був визнаний найкращим продуктом 2008 року в категорії персональний брандмауер за версією журналу Світ ПК

## Закриття проекту
У грудні 2015 року Яндекс придбав технології компанії Agnitum. Ці технології будуть використовуватися для захисту користувачів яндекс.браузер. В результаті досягнутих домовленостей Agnitum припиняє прямі і партнерські продажі продуктової лінійки Outpost. Оновлення антивірусних баз, виправлення помилок і технічна підтримка здійснювались до 31 грудня 2016 року.